# 페트로프 분류
미분기하학과 일반 상대성 이론에서 페트로프 분류(Петров分類, 영어: Petrov classification)는 로런츠 다양체를 그 바일 곡률 텐서를 기준으로 분류하는 분류이다. 아인슈타인 방정식의 해를 연구하는 데 쓰인다.

## 정의

### 정사각행렬의 세그레 분류
{\displaystyle n\times n} 실수 정사각행렬 {\displaystyle M}이 주어졌다고 하자. 이는 항상 조르당 표준형으로 놓을 수 있다. {\displaystyle M}의 세그레 분류(영어: Segre classification)는 각 조르당 블록들의 크기를 나열한 것이며, 다음과 같은 꼴이다.
{\displaystyle [n_{1},(n_{2},n_{2}',\dots ),(n_{3},n_{3}',\dots ),\dots |n_{4},n_{5},\dots ]}
여기서
- 각 숫자 {\displaystyle n}은 {\displaystyle n\times n} 크기의 조르당 블록을 의미한다.
- 고윳값이 0이 아닌 조르당 블록들은 {\displaystyle |} 앞으로, 고윳값이 0인 조르당 블록들은 {\displaystyle |} 뒤로 나열한다.
- 같은 고윳값을 갖는 조르당 블록들은 소괄호 {\displaystyle (n_{1},n_{2},\dots )}로 묶는다.

예를 들어,
[(1,2),3|4,5]
는 다음과 같은 조르당 블록들을 갖는다.
- 고윳값이 {\displaystyle \lambda _{1}=\lambda _{2}\neq 0}인 1×1 조르당 블록
- 고윳값이 {\displaystyle \lambda _{1}=\lambda _{2}\neq 0}인 2×2 조르당 블록
- 고윳값이 {\displaystyle \lambda _{3}\neq \lambda _{1}}, {\displaystyle \lambda _{3}\neq 0}인 3×3 조르당 블록
- 고윳값이 {\displaystyle \lambda _{4}=0}인 4×4 조르당 블록
- 고윳값이 {\displaystyle \lambda _{5}=0}인 5×5 조르당 블록

### 페트로프 분류
4차원 로런츠 다양체 {\displaystyle (M,g)}가 주어졌다고 하자. 그렇다면 그 바일 곡률 텐서
{\displaystyle C_{\mu \nu \rho \sigma }[g]}
를 정의할 수 있다. 이는 다음과 같은 성질들을 갖는다.
{\displaystyle C_{(\mu \nu )\rho \sigma }=C_{\mu \nu (\rho \sigma )}=0}
즉, {\displaystyle C}는 2차 미분형식(2차 반대칭 텐서)를 2차 미분형식으로 보낸다. 또한, 바일 텐서는 정의에 따라 모든 가능한 대각합들이 0이다.
4차원에서, 2차 미분형식들의 벡터다발 {\displaystyle \Omega ^{2}M}의 복소화 {\displaystyle \Omega ^{2\mathbb {C} }M} 위에 다음과 같은 호지 쌍대가 존재한다.
{\displaystyle *\colon \Omega ^{2\mathbb {C} }M\to \Omega ^{2\mathbb {C} }M}
이는
{\displaystyle *^{2}|_{\Omega ^{2\mathbb {C} }M}=-1}
을 만족시키므로, {\displaystyle *}는 고윳값 {\displaystyle \pm 1}을 갖는다. 이에 대응하는 고유공간들의 다발을 {\displaystyle \Omega ^{2+}M}, {\displaystyle \Omega ^{2-}M}이라고 하며, 각각 자기 쌍대(영어: self-dual) 및 자기 반쌍대(영어: anti-self-dual) 복소미분형식들의 다발이라고 일컫는다. {\displaystyle C\colon \Omega ^{2\mathbb {C} }M\to \Omega ^{2\mathbb {C} }M}는 {\displaystyle *}와 가환하며, 따라서 {\displaystyle C}를 {\displaystyle *}의 고윳값에 따라 자기 쌍대·자기 반쌍대 성분으로 분해할 수 있다.
{\displaystyle C=C^{+}+C^{-}}
{\displaystyle C^{+}\colon \Omega ^{2+}M\to \Omega ^{2+}M}
{\displaystyle C^{-}\colon \Omega ^{2-}M\to \Omega ^{2-}M}
또한, {\displaystyle C}는 실수 성분만을 가지므로
{\displaystyle (C^{-})^{*}=C^{+}}
이다. 따라서, 바일 텐서의 분류는 {\displaystyle C^{+}}만을 분류하는 것으로 족하다.
{\displaystyle \Omega ^{2+}M}은 복소 3차원 다발이며, 따라서 {\displaystyle C^{+}}는 무대각합 3×3 복소행렬로 나타낼 수 있다. 이 경우, {\displaystyle M}의 페트로프 분류는 자기 쌍대 바일 텐서 {\displaystyle C^{+}}의 세그레 분류에 따라 다음과 같이 정의된다.
| 페트로프 분류 | 자기 쌍대 바일 텐서의 세그레 분류                                             |
| ------------- | ----------------------------------------------------------------------------- |
| I             | {\displaystyle [1,1,1\|]} 또는 {\displaystyle [1,1\|1]}                       |
| II            | {\displaystyle [2,1\|]}                                                       |
| D             | {\displaystyle [(1,1),1]}                                                     |
| III           | {\displaystyle [\|3]}                                                         |
| N             | {\displaystyle [2,1\|]}                                                       |
| O             | {\displaystyle [\|1,1,1]}                                                     |
| 불가능        | {\displaystyle [(1,1)\|1],[(1,1,1)\|],[1\|1,1],[(1,2)\|],[1\|2],[2\|1],[3\|]} |

총 14개의 가능한 세그레 분류 가운데, 7개는 무대각합 조건에 위배되므로 불가능하다. 나머지 7개는 위와 같이 6개의 페트로프 분류와 대응된다.
페트로프 분류들 가운데 I형이 가장 비대칭적이고, O형이 가장 대칭적이다. 이들 가운데, 모듈러스를 변화시켜 페트로프 분류가 퇴화되는 경우는 다음과 같다.

## 각 유형의 해석
각 페트로프 분류는 특정한 물리적인 해석이 주어진다.
| 페트로프 분류 | 해석                                               | 예                                                                                       |
| ------------- | -------------------------------------------------- | ---------------------------------------------------------------------------------------- |
| O             | 등각 평탄 다양체, 중력파 없음                      | 민코프스키 공간, 더 시터르 공간, 반 더 시터르 공간, 프리드만-르메트르-로버트슨-워커 계량 |
| D             | 질량과 각운동량으로 결정되는, 블랙홀과 유사한 공간 | 슈바르츠실트 계량, 커 계량                                                               |
| N             | 중력적 횡파                                        | 평면 중력파, pp-파(영어: pp-wave)                                                        |
| III           | 중력적 종파                                        | 로빈슨-트라우트먼 계량(영어: Robinson–Trautman metric)                                   |
| II            | D형·N형·III형 효과가 공존                          |                                                                                          |
| I             | 불규칙한, 일반적인 공간                            |                                                                                          |

모든 구형 대칭 시공간은 D형 또는 O형이다.

## 고차원 페트로프 분류
3차원 이하에서는 바일 곡률 텐서가 항상 0이므로, 페트로프 분류는 자명하다.
5차원 이상에서는 페트로프 분류는 더 복잡해진다. 5차원의 경우와 일반적 차원의 경우 가 문헌에 존재한다.

## 역사
1954년에 알렉세이 지노비예비치 페트로프(러시아어: Алексе́й Зино́вьевич Петро́в)가 발표하였다. 페트로프의 원래 분류는 II형과 D형, III형과 N형을 구별하지 않았는데, 이후 로저 펜로즈가 II형에서 D형을, III형에서 N형을 분리하였다.

## 같이 보기
- 일반 상대성 이론의 엄밀 해

## 참고 문헌
1. ↑  de Smet, P. (2002). “Black holes on cylinders are not algebraically special”. 《Classical and Quantum Gravity》 (영어) 19 (19): 4877–4896. arXiv:hep-th/0206106. Bibcode:2002CQGra..19.4877D. doi:10.1088/0264-9381/19/19/307.
2. ↑  Coley, A.; R. Milson, V. Pravda, A. Pravdová (2004). “Classification of the Weyl tensor in higher dimensions”. 《Classical and Quantum Gravity》 (영어) 21 (7): L35–L42. arXiv:gr-qc/0401008. Bibcode:2004CQGra..21L..35C. doi:10.1088/0264-9381/21/7/L01.
3. ↑  Петров, А.З. (1954). “Классификация пространств, определяющих поля тяготения”. 《Учёные записки Казанского государственного университета》 (러시아어) 114 (8): 55–69. MR 76401. 영역 Petrov, A.Z. (2000). “Classification of spaces defined by gravitational fields”. 《General Relativity and Gravitation》 (영어) 32 (8): 1665–1685. Bibcode:2000GReGr..32.1665P. doi:10.1023/A:1001910908054.
4. ↑  Penrose, Roger (1960). “A spinor approach to general relativity”. 《Annals of Physics》 (영어) 10: 171–201. Bibcode:1960AnPhy..10..171P. doi:10.1016/0003-4916(60)90021-X.

- Hall, Graham S. (2004년 4월). 《Symmetries and curvature structure in general relativity》. World Scientific Lecture Notes in Physics (영어) 46. Singapore: World Scientific. doi:10.1142/1729. ISBN 978-981-02-1051-9.
- Stephani, H.; D. Kramer, M. MacCallum, C. Hoenselaers, E. Herlt (2003). 《Exact Solutions of Einstein’s Field Equations》 (영어) 2판. Cambridge: Cambridge University Press. ISBN 0-521-46136-7.
- d’Inverno, Ray (1992). 《Introducing Einstein's relativity》 (영어). Oxford: Oxford University Press. ISBN 0-19-859686-3.
- MacCallum, M.A.H. (2000년 8월). “Editor’s note: Classification of spaces defining gravitational fields”. 《General Relativity and Gravitation》 (영어) 32 (8): 1661–1664. Bibcode:2000GReGr..32.1661P. doi:10.1023/A:1001958823984. ISSN 0001-7701.
- Batista da S. Filho, Carlos A. (2014). 《On the pursuit of generalizations for the Petrov classification and the Goldberg–Sachs theorem》 (영어). 페르남부쿠 연방 대학교(브라질 포르투갈어: Universidade Federal de Pernambuco) 박사 학위 논문. Lambert Academic Publishing. arXiv:1311.7110. Bibcode:2013arXiv1311.7110B. ISBN 978-3-659-52065-5.